# 阿爾布雷特彭克冰川
76°40′S 162°20′E / 76.667°S 162.333°E
阿爾布雷特彭克冰川是南極洲的冰川，位於維多利亞地的斯科特海岸，處於弗賴冰川和埃文斯山麓冰川之間，最終注入特里普灣，由英國探險隊繪入地圖。